# Blancs namibiens
Les Blancs Namibiens sont des habitants de Namibie à l'ascendance européenne. La communauté totale avoisine les 85 000, la majorité sont des Afrikaners, environ 30 000 étant des Allemands de Namibie, certains sont aussi d'origine britannique ou portugaise.

## Démographie
On estime la population blanche en Namibie comme étant comprise entre 75 000 et 100 000. Il n'existe plus de recensement ethnique en Namibie, ce qui explique ces chiffres vagues. Le recensement de 1981 avait recensé 76 430 blancs en Namibie. Parmi ces derniers, 71% étaient Afrikaners et 17% Allemands.
La grande majorité des Blancs namibiens vivent dans les grandes villes du centre et du sud du pays. Windhoek possède de loin la plus grande population blanche, et ces derniers, surtout des Allemands, sont une majorité dans la ville de Swakopmund. D'autres villes comme Walvis Bay ou Lüderitz ont aussi de fortes communautés blanches.
Au recensement de 2023, ils seraient 53 773.

## Histoire
Le premier européen à mettre les pieds en Namibie est l'explorateur portugais Diogo Cão (vers 1450-1486) en 1485.
En 1487, Bartolomeu Dias (1450-1500) est le second explorateur portugais à débarquer.
Mais, durant 300 ans, le pays n'intéresse pas les Européens.
Les premiers européens à s'installer en actuelle Namibie sont des missionnaires, dont des Allemands, au début des années 1800, qui y construisent églises et maisons.
Entre 1874 et 1892, quatre convois en provenance de la République sud-africaine (du Transvaal) amènent des immigrants Boers en quête de terre promise. Ils sont appelés les Dorslandtrekkers (« ceux qui voyagent au pays de la soif ») après leur traversée du désert du Kalahari. Ils joueront un rôle mineur dans le développement de la Namibie, et ils y importent alors la langue afrikaans.
Durant la colonisation allemande, commencée en 1884, de nombreuses familles allemandes émigrent dans ce qui est alors le Sud-Ouest africain allemand. Les grandes villes namibiennes gardent encore la trace de ce passé allemand, nombre de bâtiments datent toujours de cette époque et des rues portent encore leur nom allemand ; à Lüderitz par exemple, la rue principale se nomme toujours Bismark strasse.
L'opposition de certains peuples aux colons allemands aboutira au génocide des Héréros et des Namas (1904-1908). Malgré la fin de la colonisation allemande en 1915 à la suite de l'annexion du territoire par l'Afrique du Sud lors de la première guerre mondiale, environ 7 000 Allemands restèrent.
Administrée par l'Afrique du Sud comme territoire sous mandat à partir de 1920, les Blancs disposent de la place dominante au sein d'une société où la ségrégation se renforce pour culminer avec l'apartheid, en vigueur de 1959 à 1979 sur le territoire.
À l'indépendance de la Namibie, en 1990, les Blancs conservent une place favorable au sein du pays, malgré l'avènement d'une majorité dominante noire, Ovambo particulièrement. Contrairement à d'autres pays africains, aucune ville n'est rebaptisée, mis à part plusieurs rues dans les grandes villes, principalement à Windhoek et Swakopmund. L'héritage du passé est préservé par pragmatisme et par esprit de « réconciliation nationale ». Néanmoins, en 2013, le Reiterdenkmal, statue emblématique de la colonisation allemande, est déboulonnée, retirée de la voie publique et entreposée dans la cour de l'Alte Feste, un ancien fort allemand de Windhoek.

## Les Blancs namibiens aujourd'hui

### Situation politique et économique
Aujourd'hui, les Blancs namibiens possèdent 70 % des terres agricoles du pays, bien qu'ils ne représentent qu'environ 6% de sa population. Le gouvernement a émis l'intention de vouloir changer la situation et redistribuer les terres à des Namibiens noirs en dédommageant les propriétaires. Cependant, de nombreuses fermes sont déjà à vendre par des Blancs, mais le gouvernement n'a pas l'argent pour les acheter. Cette situation se heurte à la crainte d'un scénario catastrophe à la zimbabwéenne avec un effondrement de la production agricole, et à une mauvaise redistribution aux plus riches ou à l'ethnie favorisée des Ovambos, qui contrairement aux Héréros par exemple, ne s'est historiquement pas fait expulser.

### Culture
L'héritage et l'influence des blancs est encore très présente aujourd'hui en Namibie. Cela se reflète par exemple dans le nom de certaines villes du pays (Windhoek, Swakopmund, Lüderitz...), ou l'architecture notamment allemande de ces dernières.
La communauté germano-namibienne est active et soudée, et possède ses propres commerces, écoles, ou journaux, comme le Allgemeine Zeitung.

## Blancs namibiens notables

### Politiciens
- Dirk Mudge, chef du premier gouvernement du Sud-Ouest africain
- Jan de Wet, membre du Parlement
- Calle Schlettwein, ministre

### Sportifs
- Skipper Badenhorst
- Renaldo Bothma
- Jacques Burger
- Dan Craven
- Percy Montgomery
- Oliver Risser[7]

### Autres
- Gwen Lister, journaliste et éditrice
- Michelle McLean, miss Univers
- Behati Prinsloo, mannequin